# Alberto Nassetti

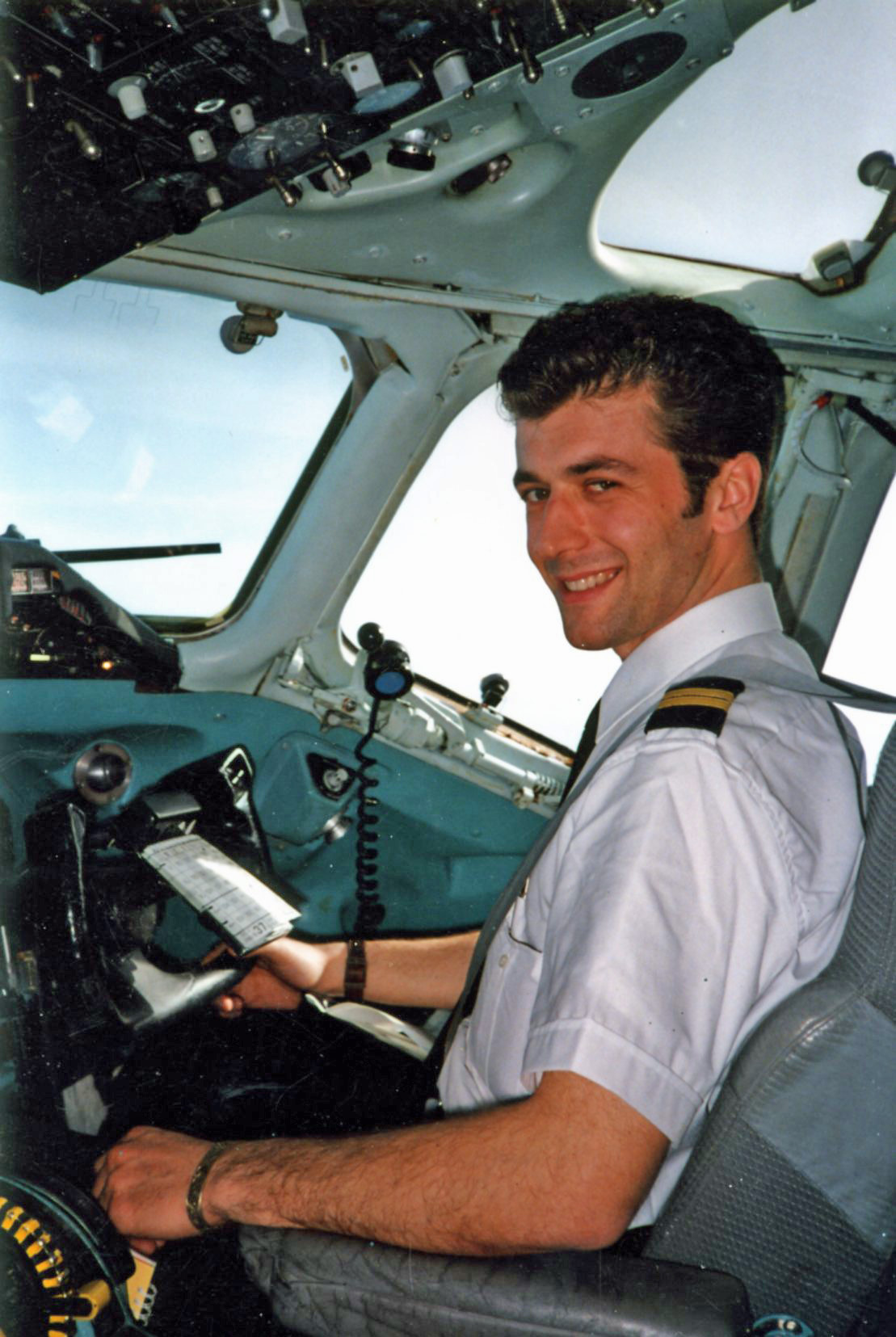
Alberto Nassetti in de cockpit van een Airliner

Alberto Nassetti (Bologna, 18 juli 1966 - Toulouse, 30 juni 1994) was een Italiaans piloot en een van de zeven dodelijke slachtoffers van de crash met de Airbus Industrie vlucht 129.

## Biografie
Nassetti studeerde af aan het luchtvaarttechnisch instituut Francesco De Pinedo in Rome en na zijn militaire dienstplicht  als officier bij de Alpijnse troepen, werd hij op 23-jarige leeftijd piloot bij de luchtvaartmaatschappij Alitalia. Hij vloog eerst  op Douglas DC-9 en later op  McDonnell Douglas MD-80, op middellange afstandsroutes.
In 1992 werd bij Nassetti een hersentumor vastgesteld.  Na de operatie en zijn herstel ging hij opnieuw aan de slag als piloot; waarmee hij een precedent creëerde in de geschiedenis van de mondiale burgerluchtvaart. Hij was de eerste piloot die in actieve dienst terugkeerde na een hersenoperatie.
In juni 1994 vertrok hij, in opdracht van de pilotenvakbond ANPAC (Associazione nazionale piloti aviazione commerciale), voor een commerciële stage op het vliegtuig Airbus A330, naar Toulouse Blagnac in Frankrijk, bij de fabrieken van Airbus Industrie. De luchtvaartmaatschappij Alitalia overwoog dit type toestel aan te kopen. Op de laatste dag van zijn stage werd Nassetti, samen met zijn vriend en collega Pier Paolo Racchetti, uitgenodigd mee aan boord te komen voor een testvlucht. Bij de tweede start stortte het vliegtuig na enkele seconden neer, waarbij de zeven inzittenden om het leven kwamen.

## Proces
In 2000 werd Airbus Industrie naar de strafrechter verwezen als moreel verantwoordelijke voor het ongeval, terwijl haar voorzitter, Jean Pierson, en testvluchtleider, Claude Lelaie, werden beschuldigd van doodslag. Passagiers zijn niet toegestaan op testvluchten. In het voorjaar van 2002 werd het strafproces voor de rechtbank van Toulouse afgesloten met de vrijspraak van alle verdachten. De burgerlijke partijen hadden eerder een buitengerechtelijke schikking getroffen met Airbus Industrie.

## Onderscheiding en erkenning
In 1995 droeg Alitalia twee Boeing 767's op aan Alberto Nassetti en zijn collega Pierpaolo Racchetti, respectievelijk I-DEIC (cn 27377/561) en I-DEIB (cn 27376/560). Aangezien de vliegtuigen in 2007 aan de verhuurder zijn teruggegeven (zij maken thans deel uit van de vloot van TAM Linhas Aéreas), heeft de Italiaanse luchtvaartmaatschappij de namen van de twee piloten op twee Boeing 777's van Alitalia aangebracht: I-DISU (Madonna di Campiglio - Alberto Nassetti) en I-DISE (Portofino - Pierpaolo Racchetti). De Italiaanse burgerluchtvaartautoriteit heeft twee van de straten van de luchthaven Leonardo da Vinci in Fiumicino naar Nassetti en Racchetti genoemd.
Op 20 december 2005 werd door de President van de Republiek, Carlo Azeglio Ciampi, ter gelegenheid van de traditionele gelukwensen aan hoge institutionele ambten in de Cappella Paolina van het Quirinale-paleis, aan Alberto Nassetti de gouden medaille voor burgerlijke verdienste uitgereikt.
De verantwoording van het protocol van de Quirinale luidde: 

Piloot die zich altijd met veel toewijding en groot enthousiasme heeft ingezet voor het onderzoek, de evaluatie en de invoering van nieuwe technologieën op gebied van de veiligheid in de luchtvaart, verloor zijn jonge leven tijdens het testen, als waarnemer van een Airbus 330. Prachtig voorbeeld van uitzonderlijke moed, altruïstische geest en lovenswaardig gevoel voor burgerplicht. - Toulouse - 30 juni 1994.

De familie Nassetti schonk de ontvangen vergoeding van Airbus Industrie aan de humanitaire verenigingen Emergency en Mani amiche, die respectievelijk de kinderafdeling van het Goderich-ziekenhuis in Sierra Leone en een ambachtswerkplaats voor beroepsonderwijs in Guatemala aan de overleden piloot hebben opgedragen.
Het boek Molte aquile ho visto in volo (Menig adelaar heb ik in de vlucht gezien) van Filippo Nassetti, dat in juli 2020 door Baldini&Castoldi werd uitgegeven, is gewijd aan het verhaal van Alberto Nassetti.

## Andere activiteiten
Naast het vliegen ontwikkelde Alberto Nassetti verschillende andere passies: fotografie, poëzie, schilderen en bergbeklimmen.
In de herfst van 1994 werd het boek Racconto fotografico postuum gepubliceerd met zwart-wit foto's die Nassetti op de Caraïben maakte. In december van datzelfde jaar werd in de Sala Riario in het dorp Ostia Antica een tentoonstelling georganiseerd van opnames met een Polaroidcamera van het leven op de Caraïben. Het muziekstuk "Dissolvenze" van Giacomo Leone, een piloot van Alitalia, is opgedragen aan Alberto Nassetti. De opbrengst van de verkoop van het boek-catalogus van de tentoonstelling is gedoneerd aan de vereniging Telefono Azzurro.
In 1991 schreef Nassetti, jammerlijk genoeg, een bijna profetisch gedicht:
| Italiaans | Vertaling |
| --- | --- |
| Molte aquile ho visto in volo, Ali maestose sfidare il suolo. Rapaci solitari incontro al sole, Imperiali figure sfrecciare nelle gole. Ancora a lungo li vedrò. Poi, con loro, io morirò. | Menig adelaar heb ik gezien in de vlucht, Majestueuze vleugels trotseren de grond. Eenzame roofvogels ontmoeten de zon, Keizerlijke figuren doorklieven de ravijnen. Dat ik ze nog lang mag zien. Dan, met hen, zal ik sterven. |